# Austin A70
Der Austin A70 war eine viertürige Limousine der oberen Mittelklasse, die die Austin Motor Company 1948 als Ersatz für das Vorkriegsmodell Sixteen herausbrachte.

## Austin A70 Hampshire (1948–1950)
Der Austin A70 Hampshire hatte den 4-Zylinder-Reihenmotor des Vorgängers mit 2199 cm³ Hubraum und 67 bhp (49 kW). Er trieb die klassische englischen Limousine mit separatem Rahmen über die Hinterräder an und verhalf ihr zu einer Höchstgeschwindigkeit von 134 km/h.
Der Wagen kostete £ 648 (einschl. Heizung) und bis 1950 entstanden etwas mehr als 35.000 Stück.

## Austin A70 Hereford (1950–1954)
1950 wurde die Karosserie überarbeitet. Der Austin A70 Hereford besaß 76 mm mehr Radstand und erschien nicht nur als viertürige Limousine (Saloon), sondern auch als zweitüriges Cabriolet (Drophead Coupe) und als fünftüriger Kombi (Estate). Auf Basis des Estate gab es auch noch einen (sehr seltenen) Pick-up. Neu waren auch die hydraulischen Bremsen.
1954 ersetzte der A90 Westminster die Baureihe nach ca. 50.000 gefertigten Exemplaren.